# 금융통화위원회
금융통화위원회(金融通貨委員會, 영어: Monetary Policy Board)는 대한민국 한국은행의 정책결정기구이다. 
1950년 한국은행이 창설될 때부터 그 역할을 수행했으며, 1962년 5월부터 1998년 4월 사이에는 금융통화운영위원회로 불렸다.

## 구성
금융통화위원회는 한국은행 총재가 의장을 겸임하며 부총재가 당연직으로 참여한다. 
나머지 5명은 기획재정부장관·한국은행 총재·금융위원회 위원장·대한상공회의소 회장·전국은행연합회장이 각 1명씩 추천하여 대통령이 임명한다. 위원이 되기 위해서는 금융·경제·산업에 풍부한 경험이나 탁월한 지식을 가져야만 한다. 
임기는 4년이며, 보궐위원의 임기는 전임자의 남은 기간만큼만 인정된다. 연임은 가능하지만 1998년 「한국은행법」 전부개정법률안이 통과된 이래 의장을 제외하고는 실제 연임한 사례는 없다. 
한은의 독립성을 보장하는 취지에서 금통위 위원은 심신장애나 직무상 의무 위반으로 직무를 수행할 수 없는 경우가 아니면 자신의 의사에 반하여 해임되지 않는다. 

## 운영
금융통화위원회의 회의의 소집과 의안 발의는 위원 2명 이상에서 가능하다. 다만, 의장은 필요하다고 인정하면 독자적으로 소집이 가능하고 의안도 발의할 수 있다. 회의는 5명 이상 출석과 출석위원 과반수의 찬성으로 의결한다. 부총재보는 「한국은행법」에 근거해 출석권과 발언권이 인정되며, 필요하면 관계 전문가의 의견도 들을 수 있다. 
중대한 재정·경제적 위기가 있을 때 위원회를 소집할 여유가 없으면 통화신용정책에 관한 긴급조치를 금통위의 권한 내에서 내릴 수 있다. 
금통위는 통화신용정책과 한국은행의 운영에 관한 의결권을 행사한다. 통화신용정책에 대해서는 한국은행권 발권·금융기관의 지급준비율·통화안정증권 및 계정에 관한 사항을, 한은 운영에 대해서는 정관·조직·예산·직원에 관한 사항을 심의하고 의결한다. 의결을 하였을 때에는 반드시 의결서를 작성하고 참여한 위원의 서명을 받아야 한다. 

## 역대 위원
1950년 창설 당시 금통위는 정위원과 대리위원을 각각 두었는데 대리위원은 정위원이 유고할 때 대리하는 역할을 맡았다. 정위원이 유고하지 않았을 때에도 출석권은 있었지만 표결권을 인정되지 않았다. 처음에는 재무부 장관이 의장을 겸임하고 한은 총재가 당연직으로 참여했으며, 금융기관이 2명·대한상공회의소가 1명·농림부장관과 기획처경제위원회가 각 1명씩 추천해 7명으로 구성했다. 
1962년에 금융통화운영위원회로 개편된 뒤에는 재무부 장관이 의장을 겸임하고 한은 총재가 당연직으로 참여했으며, 경제기획원장관이 1명·금융기관이 2명·농림부장관이 2명·상공부장관이 2명을 각 추천하여 9명으로 구성했다. 이때 대리위원 제도가 폐지되었다. 
1998년 4월에는 이름을 금융통화위원회로 환원시켰으며 재무부 장관이 금통위에 참여하지 못하도록 하여 독립성을 제고했다. 이때부터 한은 총재가 의장직을 겸했으며 그 외에는 재정경제부장관·한은 총재·금융감독위원장·대한상공회의소회장·전국은행연합회장·한국증권업협회장이 각 1명씩 추천해 7명으로 구성했다. 이후 2004년 한국증권업협회장의 추천권을 폐지하고 부총재가 당연직으로 참여하기 시작했다. 또한 이때 재무부 차관의 열석발언권이 폐지되었다. 
하지만 7명의 위원 중 민간에서 추천하는 5명은 사실상 청와대의 입김이 있어 민간을 대표한다고 보기 어렵다는 지적이 있다. 경제개혁연대는 "금통위원의 추천을 청와대와 모피아의 의견조율 결과물이다"고 비판했다. 또한 위원의 임기가 4년으로 대통령 임기보다 짧고 인사청문회도 거치지 않아 독립성을 갖추기 어려운 구조이기도 하다.

### 1998년~2004년
| 연도   | 총재                           | 재정경제부 추천                | 한국은행 추천                  | 금융감독위원회 추천            | 대한상공회의소 추천            | 전국은행연합회 추천            | 한국증권업협회 추천            |
| ------ | ------------------------------ | ------------------------------ | ------------------------------ | ------------------------------ | ------------------------------ | ------------------------------ | ------------------------------ |
| 1998년 | 전철환 1998-04-01 ~ 2002-03-31 | 김영섭 1998-04-08 ~ 2000-04-07 | 김시담 1998-04-08 ~ 2000-04-07 | 문학모 1998-04-08 ~ 2000-04-07 | 곽상경 1998-04-08 ~ 1999-06-03 | 장승우 1998-04-08 ~ 2002-01-29 | 윤정용 1998-04-08 ~ 2002-04-07 |
| 1999년 | 전철환 1998-04-01 ~ 2002-03-31 | 김영섭 1998-04-08 ~ 2000-04-07 | 김시담 1998-04-08 ~ 2000-04-07 | 문학모 1998-04-08 ~ 2000-04-07 | 황의각 1999-07-01 ~ 2002-04-07 | 장승우 1998-04-08 ~ 2002-01-29 | 윤정용 1998-04-08 ~ 2002-04-07 |
| 2000년 | 전철환 1998-04-01 ~ 2002-03-31 | 강영주 2000-04-20 ~ 2002-04-22 | 김원태 2000-04-17 ~ 2004-04-16 | 남궁훈 2000-04-17 ~ 2004-04-16 | 황의각 1999-07-01 ~ 2002-04-07 | 장승우 1998-04-08 ~ 2002-01-29 | 윤정용 1998-04-08 ~ 2002-04-07 |
| 2001년 | 전철환 1998-04-01 ~ 2002-03-31 | 강영주 2000-04-20 ~ 2002-04-22 | 김원태 2000-04-17 ~ 2004-04-16 | 남궁훈 2000-04-17 ~ 2004-04-16 | 황의각 1999-07-01 ~ 2002-04-07 | 장승우 1998-04-08 ~ 2002-01-29 | 윤정용 1998-04-08 ~ 2002-04-07 |
| 2002년 | 박승 2002-04-01 ~ 2003-12-31   | 이근경 2002-05-28 ~ 2004-04-16 | 김원태 2000-04-17 ~ 2004-04-16 | 남궁훈 2000-04-17 ~ 2004-04-16 | 김태동 2002-04-08 ~ 2003-12-31 | 김병일 2002-04-08 ~ 2003-12-31 | 최운열 2002-04-08 ~ 2003-12-31 |
| 2003년 | 박승 2002-04-01 ~ 2003-12-31   | 이근경 2002-05-28 ~ 2004-04-16 | 김원태 2000-04-17 ~ 2004-04-16 | 남궁훈 2000-04-17 ~ 2004-04-16 | 김태동 2002-04-08 ~ 2003-12-31 | 김병일 2002-04-08 ~ 2003-12-31 | 최운열 2002-04-08 ~ 2003-12-31 |

### 2004년~
| 연도   | 총재                           | 부총재                         | 기획재정부 추천                | 한국은행 추천                  | 금융위원회 추천                | 대한상공회의소 추천            | 전국은행연합회 추천            |
| ------ | ------------------------------ | ------------------------------ | ------------------------------ | ------------------------------ | ------------------------------ | ------------------------------ | ------------------------------ |
| 2004년 | 박승 2004-01-01 ~ 2006-03-31   | 이성태 2004-01-01 ~ 2006-03-31 | 강문수 2004-04-21 ~ 2008-04-20 | 이덕훈 2004-04-21 ~ 2008-04-20 | 이성남 2004-04-21 ~ 2008-03-20 | 김태동 2004-01-01 ~ 2006-04-07 | 김종창 2004-02-02 ~ 2006-04-07 |
| 2005년 | 박승 2004-01-01 ~ 2006-03-31   | 이성태 2004-01-01 ~ 2006-03-31 | 강문수 2004-04-21 ~ 2008-04-20 | 이덕훈 2004-04-21 ~ 2008-04-20 | 이성남 2004-04-21 ~ 2008-03-20 | 김태동 2004-01-01 ~ 2006-04-07 | 김종창 2004-02-02 ~ 2006-04-07 |
| 2006년 | 이성태 2006-04-01 ~ 2010-03-31 | 이승일 2006-04-08 ~ 2009-04-07 | 강문수 2004-04-21 ~ 2008-04-20 | 이덕훈 2004-04-21 ~ 2008-04-20 | 이성남 2004-04-21 ~ 2008-03-20 | 박봉흠 2006-04-25 ~ 2010-04-24 | 심훈 2006-04-08 ~ 2010-04-07   |
| 2007년 | 이성태 2006-04-01 ~ 2010-03-31 | 이승일 2006-04-08 ~ 2009-04-07 | 강문수 2004-04-21 ~ 2008-04-20 | 이덕훈 2004-04-21 ~ 2008-04-20 | 이성남 2004-04-21 ~ 2008-03-20 | 박봉흠 2006-04-25 ~ 2010-04-24 | 심훈 2006-04-08 ~ 2010-04-07   |
| 2008년 | 이성태 2006-04-01 ~ 2010-03-31 | 이승일 2006-04-08 ~ 2009-04-07 | 강명헌 2008-04-21 ~ 2008-04-20 | 김대식 2008-04-21 ~ 2008-04-20 | 최도성 2008-04-21 ~ 2008-04-20 | 박봉흠 2006-04-25 ~ 2010-04-24 | 심훈 2006-04-08 ~ 2010-04-07   |
| 2009년 | 이성태 2006-04-01 ~ 2010-03-31 | 이주열 2009-04-08 ~ 2012-04-07 | 강명헌 2008-04-21 ~ 2008-04-20 | 김대식 2008-04-21 ~ 2008-04-20 | 최도성 2008-04-21 ~ 2008-04-20 | 박봉흠 2006-04-25 ~ 2010-04-24 | 심훈 2006-04-08 ~ 2010-04-07   |
| 2010년 | 김중수 2010-04-01 ~ 2014-03-31 | 이주열 2009-04-08 ~ 2012-04-07 | 강명헌 2008-04-21 ~ 2008-04-20 | 김대식 2008-04-21 ~ 2008-04-20 | 최도성 2008-04-21 ~ 2008-04-20 | 공석                           | 임승태 2010-04-15 ~ 2014-04-14 |
| 2011년 | 김중수 2010-04-01 ~ 2014-03-31 | 이주열 2009-04-08 ~ 2012-04-07 | 강명헌 2008-04-21 ~ 2008-04-20 | 김대식 2008-04-21 ~ 2008-04-20 | 최도성 2008-04-21 ~ 2008-04-20 | 공석                           | 임승태 2010-04-15 ~ 2014-04-14 |
| 2012년 | 김중수 2010-04-01 ~ 2014-03-31 | 박원식 2012-04-08 ~ 2014-05-09 | 정해방 2012-04-21 ~ 2016-04-20 | 문우식 2012-04-21 ~ 2016-04-20 | 하성근 2012-04-21 ~ 2016-04-20 | 정순원 2012-04-21 ~ 2016-04-20 | 임승태 2010-04-15 ~ 2014-04-14 |
| 2013년 | 김중수 2010-04-01 ~ 2014-03-31 | 박원식 2012-04-08 ~ 2014-05-09 | 정해방 2012-04-21 ~ 2016-04-20 | 문우식 2012-04-21 ~ 2016-04-20 | 하성근 2012-04-21 ~ 2016-04-20 | 정순원 2012-04-21 ~ 2016-04-20 | 임승태 2010-04-15 ~ 2014-04-14 |
| 2014년 | 이주열 2014-04-01 ~ 2022-03-31 | 장병화 2014-06-25 ~ 2017-06-24 | 정해방 2012-04-21 ~ 2016-04-20 | 문우식 2012-04-21 ~ 2016-04-20 | 하성근 2012-04-21 ~ 2016-04-20 | 정순원 2012-04-21 ~ 2016-04-20 | 함준호 2014-05-13 ~ 2018-05-12 |
| 2015년 | 이주열 2014-04-01 ~ 2022-03-31 | 장병화 2014-06-25 ~ 2017-06-24 | 정해방 2012-04-21 ~ 2016-04-20 | 문우식 2012-04-21 ~ 2016-04-20 | 하성근 2012-04-21 ~ 2016-04-20 | 정순원 2012-04-21 ~ 2016-04-20 | 함준호 2014-05-13 ~ 2018-05-12 |
| 2016년 | 이주열 2014-04-01 ~ 2022-03-31 | 장병화 2014-06-25 ~ 2017-06-24 | 조동철 2016-04-21 ~ 2020-04-20 | 이일형 2016-04-21 ~ 2020-04-20 | 고승범 2016-04-21 ~ 2021-08-20 | 신인석 2016-04-21 ~ 2020-04-20 | 함준호 2014-05-13 ~ 2018-05-12 |
| 2017년 | 이주열 2014-04-01 ~ 2022-03-31 | 윤면식 2017-08-21 ~ 2020-08-20 | 조동철 2016-04-21 ~ 2020-04-20 | 이일형 2016-04-21 ~ 2020-04-20 | 고승범 2016-04-21 ~ 2021-08-20 | 신인석 2016-04-21 ~ 2020-04-20 | 함준호 2014-05-13 ~ 2018-05-12 |
| 2018년 | 이주열 2014-04-01 ~ 2022-03-31 | 윤면식 2017-08-21 ~ 2020-08-20 | 조동철 2016-04-21 ~ 2020-04-20 | 이일형 2016-04-21 ~ 2020-04-20 | 고승범 2016-04-21 ~ 2021-08-20 | 신인석 2016-04-21 ~ 2020-04-20 | 임지원 2018-05-17 ~ 2022-05-12 |
| 2020년 | 이주열 2014-04-01 ~ 2022-03-31 | 이승헌 2020-08-21 ~ 2023-08-20 | 조윤제 2020-04-21 ~ 2024-04-20 | 주상영 2020-04-21 ~ 2023-04-20 | 고승범 2016-04-21 ~ 2021-08-20 | 서영경 2020-04-21 ~ 2024-04-20 | 임지원 2018-05-17 ~ 2022-05-12 |
| 2021년 | 이주열 2014-04-01 ~ 2022-03-31 | 이승헌 2020-08-21 ~ 2023-08-20 | 조윤제 2020-04-21 ~ 2024-04-20 | 주상영 2020-04-21 ~ 2023-04-20 | 박기영 2021-10-06 ~ 2023-04-20 | 서영경 2020-04-21 ~ 2024-04-20 | 임지원 2018-05-17 ~ 2022-05-12 |
| 2022년 | 이창용 2022-04-21 ~ 2026-04-20 | 이승헌 2020-08-21 ~ 2023-08-20 | 조윤제 2020-04-21 ~ 2024-04-20 | 주상영 2020-04-21 ~ 2023-04-20 | 박기영 2021-10-06 ~ 2023-04-20 | 서영경 2020-04-21 ~ 2024-04-20 | 신성환 2022-07-28 ~ 2026-05-12 |
| 2023년 | 이창용 2022-04-21 ~ 2026-04-20 | 유상대 2023-08-21 ~ 2026-08-20 | 조윤제 2020-04-21 ~ 2024-04-20 | 박춘섭 2023-04-21 ~ 2023-12-01 | 장용성 2023-04-21 ~ 2027-04-20 | 서영경 2020-04-21 ~ 2024-04-20 | 신성환 2022-07-28 ~ 2026-05-12 |
| 2024년 | 이창용 2022-04-21 ~ 2026-04-20 | 유상대 2023-08-21 ~ 2026-08-20 | 이수형 2024-04-21 ~ 2028-04-20 | 황건일 2024-02-13 ~ 2027-04-20 | 장용성 2023-04-21 ~ 2027-04-20 | 김종화 2024-04-21 ~ 2028-04-20 | 신성환 2022-07-28 ~ 2026-05-12 |

## 같이 보기
- 한국은행
- 한국은행 총재
- 한국은행 부총재
- 한국은행 기준금리